# Cinta Sabaté i Querol
Cinta Sabaté (Tortosa, 1946) és una escultora i pintora catalana, coneguda per les seves figures de dones i la maternitat, crea cossos femenins decidits, sòlids i generosos. També es va dedicar a la docència als IES de Santa Coloma de Gramenet, Amposta i Tortosa.

## Biografia
Té dos anys quan el seu pare mor; fins llavors la família viu de forma acomodada. A partir d'aquell moment, Carme, la seva mare, que de jove ha assistit a classe de dibuix amb Ricard Cerveto, el mestre de molts artistes tortosins, aprofita els seus coneixements de dibuix i la seva habilitat en el bordat per començar a treballar des de casa seva. Malgrat que els seus ingressos són escassos, Àngels i Cinta van a un col·legi religiós, i a partir dels onze anys Cinta comença a assistir a classes de dibuix a l'Escola d'Art, i de piano a l'Escola Municipal de Música Lamote de Grigon.
Quan comença a estudiar a l'Escola d'Art de Tortosa, feia cinc anys que havia estat fundada. Ràpidament es converteix en el centre de reunió i de formació dels joves amb inquietuds artístiques. Amb Ferran Chavarria, Manuel Escurriola, Lluís Montagut, Jaume Rocamora, Ferran Vilas forma part d'una generació de joves artistes que als anys seixanta comencen la seva activitat creadora. Era l'única noia del grup. L'artista recorda l'agermanament amb els seus companys, les esperances i il·lusions compartides. El grup, exposa per primera vegada al mes de desembre del 1962, en una mostra que esdevé acte de protesta pel fet de no haver-se celebrat aquest any el concurs de novells que es feia al Cercle Artístic de forma habitual. En aquesta exposició van prendre part a més d'ella Manolo Escurriola, Lluís Montagut, Ferran Chavarria, Jaume Rocamora. Al mes de setembre de 1964 el grup torna a exposar a la Llotja Gòtica del parc municipal de Tortosa. A final de curs del 1964-1965 exposa amb Jaume Rocamora els treballs fets a l'escola. Cinta comença els estudis de belles arts per lliure. Fa el preparatori però per avançar necessita anar a Barcelona; una modesta beca de protecció li permet l'estada a la Ciutat Comtal.
Va estudiar a l'escola Superior de Belles Arts des del 1964 al 1968. Hi va aconseguir el primer accèssit a l'exposició de fi de curs 1966-1967; primer premi a l'exposició de fi de curs 1967-1968, i dos primers d'escultura concedits per la Direcció General de Belles Arts. El primer premi correspon a una figura femenina asseguda, amb la qual posa el punt de partida definitiu del que és el tema omnipresent de la seva producció, la dona. Paral·lelament a l'Escola de Belles Arts, aconsegueix entrar com a artista-becària al Reial Cercle Artístic de Barcelona durant els cursos que van del 1966 al 1971, fet que li permet completar la seva formació en un ambient diferent del de l'Escola, a més de disposar de model. Fruit d'aquestes experiències, el domini del dibuix augmenta tal com demostren els múltiples esbossos que té aquests anys, i assoleix un coneixement en profunditat de l'anatomia femenina.
A final del mes de novembre de 1973 la Fundació Castellblanc li concedeix un bec en l'especialitat d'escultura, que li permet realitzar un curs d'escultura dirigit per Joan Rebull a Mallorca. L'escultor de Reus, en veure la manera de treballar de Sabaté la forma de manipular el fang i la facilitat que té per modelar, s'interessa per ella i li proposa anar a treballar amb ell al seu taller. En aquells anys, Rebull treballa bàsicament per encàrrec i té un equip d'ajudants. Però ella, que òbviament se sent afalagada, prefereix continuar treballant per lliure.
L'any 1970 Sabaté inicia la seva activitat docent com a professora de l'Institut de Santa Coloma de Gramenet. Torna a Tortosa l'any 1978 com a professora de l'institut Joaquim Bau, on treballa durant molts anys fins que sol·licita una excedència. Durant els anys que passa fora de Tortosa no perd mai el contacte amb la seva ciutat tant personal com artístic. Una vegada incorporada com a professora participa en la major part de les mostres col·lectives que s'hi fan. Es destaca la seva participació en la Mostra de Gravat (1974) i als salons de primavera en les edicions setena i vuitena de 1985 i 1986. L'any 2000 l'Institut decideix fer una exposició de caràcter antològic dels artistes que en són professors, que a la vegada serveixen per acomiadar el pintor Frederic Mauri en arribar la data de jubilació. S'hi exposen obres de Frederic Mauri, Josepa Alucha, Roberto Escoda, Joan Panisello, Alfred Porres i Cinta Sabaté.
Cinta Sabaté és conscient que el seu procés creatiu no té un recorregut constant quant a l'elaboració d'obres. Per diverses raons no existeix en aquest sentit una continuïtat que sí que es dona a nivell conceptual i formal. Per sort, ara i des de fa pocs anys es troba en el que podríem denominar una excel·lent etapa.

## Obra
Hi ha poques obres dels seus anys inicials. En els seus treballs destaca la puresa de la forma per la forta estructura interna i un cert arcaisme en el tractament dels ulls. Una de les seves temàtiques més representades en l'escultura és sobre l'anatomia femenina. Cap als anys vuitanta té plenament definit el seu llenguatge amb un tema preferent: les maternitats. Les seves figures femenines són dones fortes, rotundes, realitzades amb un mínim de detalls, de manera que potencia els valors essencials escultòrics. No es refereixen a cap figura o cap persona en particular; són éssers amb vida pròpia. La idea de protecció de les maternitats pren ara un gran protagonisme.
Participa a diverses exposicions col·lectives des de l'inici de la seva carrera. El 2015 va succeir Ignasi Blanch com Artista de l'Any de l'Hospital de Vall d'Hebron a Barcelona.Al mateix any el Departament de Cultura de la Generalitat li va organitzar una exposició retrospectiva Misteri de la forma. Línia pura. El 2016 va crear les escultures dels premi Margarita Rivière per la periodista Milagros Pérez Oliva i el premi Lo Grifonet d'Òmnium Cultural per a Monolo Tomàs.